# لاسدورف
لاسدورف (به آلمانی: Laasdorf) یک شهر در آلمان است که در زاله‌هلتسلاند واقع شده‌است. لاسدورف ۵۸۵ نفر جمعیت دارد.